# Flaviramulus
Flaviramulus ist eine Gattung von Bakterien. Die hierzu gezählten Arten kommen im Meer vor. Einige Stämme bilden chemische Verbindungen, die in der Fischzucht zum Schutz gegen schädliche Bakterien eingesetzt werden könnten. Flaviramulus unterdrückt hierbei die Kommunikation (Quorum sensing) dieser Bakterien. Man spricht von dem Quorum-Quenching (deutsch so viel wie: „Quorum-unterdrückende Enzyme“).

## Merkmale
Flaviramulus ist auf Sauerstoff angewiesen (aerob). Der Stoffwechsel ist chemoorganotroph. Flaviramulus aquimarinus und F. aestuariivivens sind nicht beweglich. Die Art F. basaltis ist durch polare Adhäsion mit einer Rotationsbewegung von etwa 3 Umdrehungen pro Sekunde am Glasobjektträger beweglich. Die Zellen hefteten sich jeweils mit dem gegenüberliegenden Zellpol an die Oberfläche und lösten sich dann von dem ersten Pol. Diese Art der Bewegung wurde auch schon bei anderen, verwandten Arten der Familie Flavobacteriaceae beobachtet.
Flaviramulus aestuariivivens zeigt bestes Wachstum bei 30 °C, einem pH-Wert von 7.0–8.0 und mit einem Salzgehalt von 2.0  %. Bei F. basaltis liegen die optimalen Bedingungen bei Temperaturen von 17,5–22,8 °C, pH-Werten von 6,5–8,2 und einem Salzgehalt von 24–60 Gramm pro Liter. Bestes Wachstum von F.  aquimarinus erfolgt bei pH 7, 25 °C und Salzkonzentrationen von 2–3  %.
Der Katalase-Test verläuft je nach Art unterschiedlich, bei Flaviramulus aestuariivivens und F. aquimarinus fällt der Katalase-Test positiv, bei F. basaltis negativ aus.

## Systematik
Die Gattung Flaviramulus zählt zu der Familie Flavobacteriaceae, der Ordnung Flavobacteriales innerhalb der Abteilung Bacteroidetes. Flaviramulus basaltis ist die Typusart der Gattung Flaviramulus. Zu der Gattung wurden im Januar 2022 noch zwei weitere Arten gezählt: Flaviramulus aquimarinus (im Jahr 2015 beschrieben) und Flaviramulus aestuariivivens (2017 beschrieben). Flaviramulus ichthyoenteri, beschrieben von Zhang et al. im Jahr 2013, wird inzwischen zu der Gattung Wocania gestellt.

## Namensgebung
Der Name Flaviramulus basiert auf den lateinischen Wörtern flavus ‚gelb‘ und ramulus ‚kleiner Zweig‘ bzw. ‚zweig-ähnliche Form‘ – letzteres bezieht sich auf das Auftreten von verzweigten Zellen. Der Artname R. basaltis bezieht sich auf den aus der Basaltart Pillowlava (Kissenlava) bestehenden Fundort.

## Ökologie
Alle bis 2021 beschriebene Arten von Flaviramulus sind marin. Flaviramulus basaltis wurde auf aus Basalt bestehender Pillowlava des Meeresbodens in einer Tiefe von 1300 m gefunden. Hierauf bezieht sich der Artname F. basaltis. Der Fundort lag in der Nähe von Jan Mayen, einer Insel an der Grenze zwischen dem Europäischen Nordmeer und der Grönlandsee. Die Temperatur lag dort bei −0,7 °C, Im Labor zeigte sich noch bei −2 °C Wachstum, Flaviramulus basaltis kann man also als psychrotolerant  bezeichnen. F. aquimarinus toleriert ebenfalls relativ niedrige Temperaturen, Wachstum erfolgt bei Temperaturen zwischen 4 und 30 °C. F. aestuariivivens toleriert Temperaturen zwischen 10 und 30 °C. Die Art wurde im  Wattenmeer gefunden. F. aquimarinus wurde aus dem Meerwasser der Suncheon Bay, Korea, isoliert.

## Quorum-Quenching
Bei Flaviramulus basaltis genetisch sehr nahe stehenden (96,7 % – 96,8 %) Stämmen  wurden Quorum-Quenching-Enzyme nachgewiesen. Mit diesen Enzymen kann das Quorum-Sensing (QS) von anderen Bakterien blockiert werden. Quorum-Quenching bedeutet auf Deutsch so viel wie: „Quorum-unterdrückende Enzyme“.
Beim Quorum-Sensing handelt es sich um eine Art Zellkommunikation zwischen Bakterien allgemein oder auch nur innerhalb einer speziellen Art. Hierbei werden Signalstoffe an die Umwelt abgegeben und von den Sensoren anderer Bakterien aufgenommen und interpretiert. Das QS ist z. B. wichtig für die Bildung von Biofilmen und Wirtsbefall durch pathogene Bakterien.
Der Weg des Quorum-Sensing kann an mehreren Stellen unterbrochen werden. So kann die Produktion von Signalen, die Freisetzung von Signalmolekülen, die Erkennung von Signalmolekülen durch Rezeptoren oder die Aktivierung von bestimmten Genen aufgehalten werden. Die Störung kann durch kleine, als Antagonisten wirkende Moleküle oder durch den Abbau der Signalstoffe mittels bestimmter Enzyme ausgelöst werden. Bei Flaviramulus basaltis ist für die Quorum-Unterdrückung ein Lactonase-Enzym wichtig, dieses Enzym verursacht die Hydrolyse von N-Acyl-Homoserinlactonen (AHLs).
Das Quorum-Quenching wurde als Alternative zu Antibiotika zum Schutz beispielsweise bei Fischzuchten vorgeschlagen. Es kann gezielt gegen bestimmte krankheitserregende Bakterien angewendet werden. Mit Hilfe der Quorum-unterdrückenden Enzyme soll die Besiedlung durch per QS miteinander kommunizierenden, parasitären Bakterien eingedämmt bzw. verhindert werden. Hierbei wäre auch die Gefahr eine Resistenzbildung der Bakterien gering. Hiermit könnte man gezielter gegen spezielle Schädlinge vorgehen, was auch umweltfreundlicher wäre. Auch bei Flaviramulus ichthyoenteri (jetzt Wocania ichthyoenteri) wurde Quorum quenching nachgewiesen. Das Bakterium wurde aus dem Darm des Fisches Paralichthys olivaceus (Fam. der Scheinbutte) isoliert.